# فرانك هنري
فرانك هنري (بالإنجليزية: Frank Henry)‏ هو متسابق الحدث أمريكي، ولد في 15 ديسمبر 1909 في نيويورك في الولايات المتحدة، وتوفي في 25 أغسطس 1989 في تشيسترفيلد في الولايات المتحدة.

## وصلات خارجية
- فرانك هنري على موقع أوليمبيديا (الإنجليزية)